# Chèo thuyền
Chèo thuyền là một môn thể thao có từ thời Ai Cập cổ đại. Nó dựa trên việc đẩy một chiếc thuyền trên nước, sử dụng các mái chèo. Bằng cách đẩy ngược dòng nước với mái chèo, một lực được tạo ra để đẩy con thuyền. Môn thể thao có thể dùng để giải trí, với mục tiêu học hỏi kỹ thuật chèo thuyền, hoặc để thi đấu, khi các vận động viên đua với nhau trên thuyền. Có một số loại thuyền khác nhau dùng để tranh tài, từ thuyền đơn đến thuyền 8 chỗ.
Chèo thuyền hiện đại như một môn thi đấu có nguồn gốc từ đầu thế kỉ 17 khi các cuộc đua thuyền được tổ chức cho các thủy thủ chuyên nghiệp trên sông Thames, London, Anh Quốc. Giải thường được trao bởi Phường hội London. Các cuộc thi đấu nghiệp dư được bắt đầu từ cuối thế kỉ 18 với sự xuất hiện của các câu lạc bộ chèo thuyền của các trường công Anh như Học viện Eton, trường Shrewsbury, trường Wesminter. Tương tự, các câu lạc bộ được thành lập tại Đại học Oxford với cuộc đua giữa Học viện Brasenose và Học viện Jesus năm 1815. Cuộc đấu đầu tiên được ghi nhận tại Đại học Cambridge diễn ra năm 1827. Các câu lạc bộ công cộng cũng bắt đầu xuất hiện cùng thời gian; ở Anh Câu lạc bộ Leander thành lập năm 1818, ở Đức Câu lạc bộ Der Hamburger und Germania Ruder được thành lập năm 1836 và ở Mĩ Câu lạc bộ chèo thuyền Narragansett được thành lập năm 1838 và Câu lạc bộ chèo thuyền Detroit được thành lập năm 1839. Năm 1843, câu lạc bộ chèo thuyền đại học Mĩ đầu tiên ra đời tại Đại học Yale.
Liên đoàn chèo thuyền Thế giới (tiếng Pháp: Fédération Internationale des Sociétés d'Aviron, viết tắt là FISA), có trách nhiệm điều hành chèo thuyền quốc tế, được thành lập năm 1892 để điều chỉnh trong thời gian môn thể thao này tăng cường sự phổ biến. Hiện nay 150 quốc gia trên 6 lục địa có liên đoàn cho môn chèo thuyền.
Chèo thuyền là một trong các môn thể thao Thế vận hội đầu tiên. Mặc dù nó có trong chương trình thi đấu của Thế vận hội Mùa hè 1896, nhưng cuộc đua bị hủy bỏ do thời tiết xấu. Các cuộc thi dành cho nam bắt đầu từ Thế vận hội Mùa hè 1900. Nội dung của nữ được đưa vào chương trình Thế vận hội từ năm 1976. Hiện nay có 14 hạng thuyền được đưa vào thi đấu ở Olympics.  Hàng năm, Giải Vô địch đua thuyền Thế giới được tổ chức bởi FISA có 22 hạng thuyền. Vào các năm có Olympics, chỉ có các hạng thuyền không thi đấu ở Olympics được đưa vào thi đấu ở giải vô địch thế giới. Từ năm 2008, chèo thuyền được đưa vào thi đấu ở Paralympics.